# Nemoura triangulifera
Nemoura triangulifera är en bäcksländeart som beskrevs av Peter Zwick 1980. Nemoura triangulifera ingår i släktet Nemoura och familjen kryssbäcksländor. Inga underarter finns listade i Catalogue of Life.